# Härmakosu
Härmakosu – wieś w Estonii, w prowincji Harju, w gminie Anija. Zamieszkana przez 60 osób (stan na 31.12.2013).